# Hayyal (K), Shahpur
Hayyal (K) là một làng thuộc tehsil Shahpur, huyện Gulbarga, bang Karnataka, Ấn Độ.